# Yad Vashem: Preserving the Past to Ensure the Future
Yad Vashem: Preserving the Past to Ensure the Future ist ein US-amerikanischer Kurz-Dokumentarfilm aus dem Jahr 1990. Der von Ray Errol Fox geschriebene und produzierte Film erhielt bei der Oscarverleihung 1990 eine Nominierung für den Besten Dokumentar-Kurzfilm.

## Inhalt
Der Film behandelt die Gedenkstätte Yad Vashem in Israel. Es werden einige Schicksale vorgestellt. Der Film führt durch die Gedenkstätte und zeigt Besucher beim Durchqueren mehrerer Räume, beginnend bei der Halle der Erinnerung. Es folgen unter anderem das Kunstmuseum, die Halle der Namen, das Tal der Gemeinden und die Allee der Gerechten unter den Völkern. Ergänzt werden die Aufnahmen durch Kinderzeichnungen und Gedichte aus den Konzentrationslagern, die dort ausgestellt werden.
Ein besonderer Fokus wird auf das Schicksal der Kinder während der Shoa sowie auf das Denkmal für die Kinder gelegt. Dabei werden einige Einzelschicksale vorgelesen.
Anschließend wird die Frage gestellt, ob so etwas auch heute noch passieren kann. Daraufhin werden Bilder vom Völkermord in Kambodscha, der Apartheid in Afrika sowie Neonazi-Skinheads in den Vereinigten Staaten gezeigt.
Der Film endet mit dem berühmt gewordenen Zitat von George Santayana

“Those who do not remember the past are condemned to relive it.”

„Wer sich nicht an die Vergangenheit erinnern kann, ist dazu verdammt, sie zu wiederholen.“

gefolgt von einem spielenden Kind voller Lebensfreude.

## Hintergrund
Der Film war zusammen mit The Johnstown Flood von Charles Guggenheim und Fine Food, Fine Pastries, Open 6 to 9 von David Petersen für den Oscar als Bester Dokumentar-Kurzfilm nominiert. Gewonnen hatte schließlich The Johnstown Flood.